# Programa Polaris
El Programa Polaris es un programa de vuelos espaciales tripulados privado, organizado por el empresario y astronauta comercial Jared Isaacman.
Isaacman, quien comandó el primer vuelo espacial Inspiration4 totalmente civil en septiembre de 2021, compró vuelos de SpaceX para crear el Programa Polaris. Los dos primeros vuelos utilizarán la nave espacial SpaceX Crew Dragon, mientras que el tercer vuelo está previsto que sea el primer vuelo tripulado de Starship. Polaris Dawn, el primer vuelo, realizó con éxito la primera caminata espacial privada.
La NASA y SpaceX firmaron en septiembre de 2022 con el programa Polaris un Acuerdo de la Ley Espacial sin fondos para estudiar la viabilidad de una misión del Programa SpaceX y Polaris para impulsar el telescopio espacial Hubble a una órbita más alta con el Crew Dragon.

## Vuelos
| Nombre de la misión | Fecha de lanzamiento     | Vehículo de lanzamiento | Vehículo    | Órbita | Tripulación                                                 | Resultado   |
| ------------------- | ------------------------ | ----------------------- | ----------- | ------ | ----------------------------------------------------------- | ----------- |
| Polaris Dawn        | 10 de septiembre de 2024 | Falcon 9 Block 5        | Crew Dragon | OTB    | - Jared Isaacman - Scott Poteet - Sarah Gillis - Anna Menon | Éxito       |
| Misión II           | TBA                      | Falcon 9 Block 5        | Crew Dragon | TBA    | Jared Isaacman TBA                                          | Planificado |
| Misión III          | TBA                      | Starship                | Starship    | TBA    | Jared Isaacman TBA                                          | Planificado |